# Lac de l'Argentella
Le lac de l'Argentella est situé en Haute-Corse, à 45 m d'altitude (cote maximale théorique), sur le ruisseau de Chierchiu, affluent du ruisseau de Cardiccia qui se jette en mer Méditerranée dans la baie de Crovani/golfe de Galéria.

## Géographie

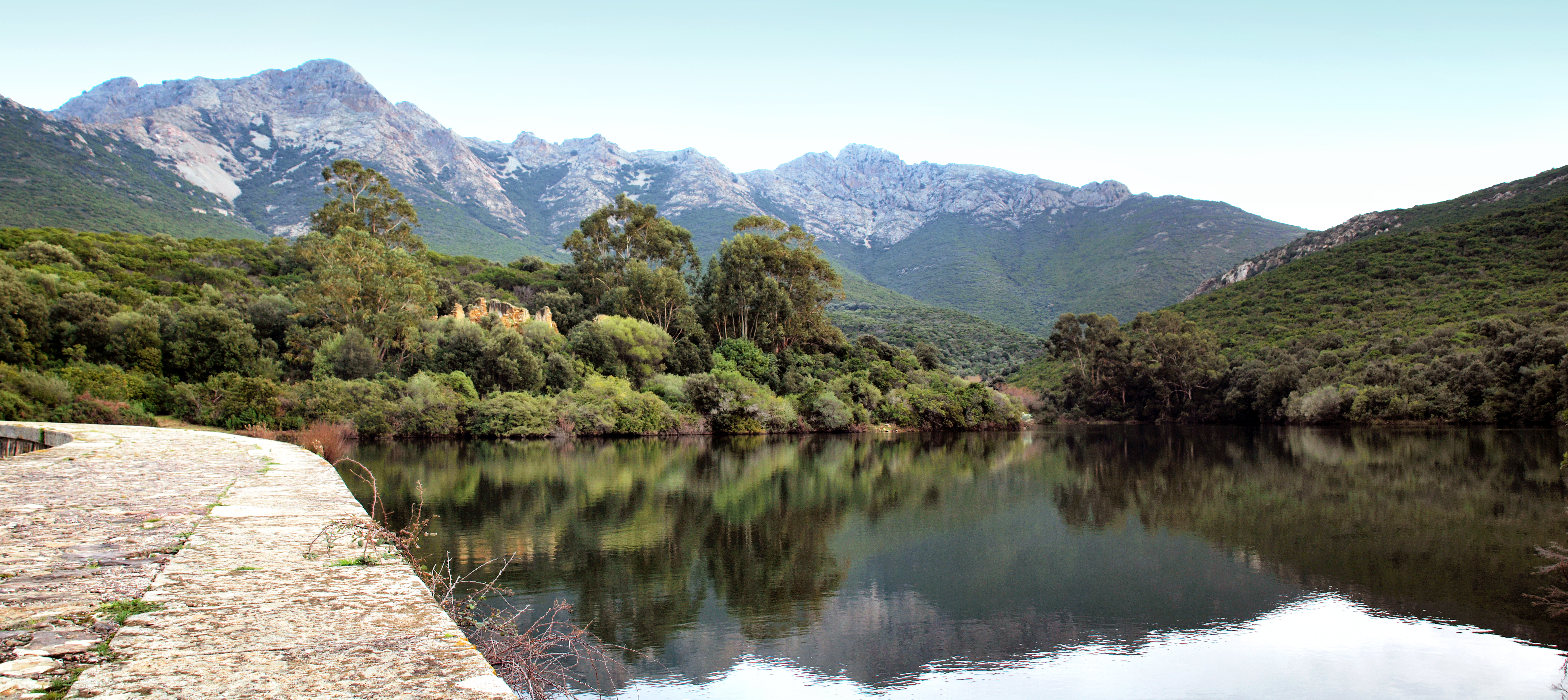
Panorama sur le barrage de l'Argentella.

### Situation
Le lac de l'Argentella est de type barrage situé au sud du massif de l'Argentella en Balagne, à environ 7 kilomètres à « vol d'oiseau » au N-NE du village de Galéria.
Le lac se situe sur la commune de Galéria. Le barrage a été érigé sur le ruisseau de Chierchiu, long de 2,3 km, qui a sa source sur la commune, au flanc occidental de Capu a u Liccetu (695 m) et qui se jette dans le ruisseau de Cardiccia (fiume Cardiccia) dont presque tout le cours délimite les communes de Calenzana et de Galéria, et qui a son embouchure au lieu-dit Camping de Mursetta, au sud de la plage de galets de l'Argentella. L'émissaire du lac se situe sur la commune de Galéria.

### Dimensions
Le barrage est de type maçonnerie, a une hauteur de 20 m et une capacité maximale de 80 000 m3.
Ses dimensions maximales sont :
- largeur 144 m ;
- profondeur 463 m ;
- superficie 2,372 0 ha[Note 1].

## Histoire

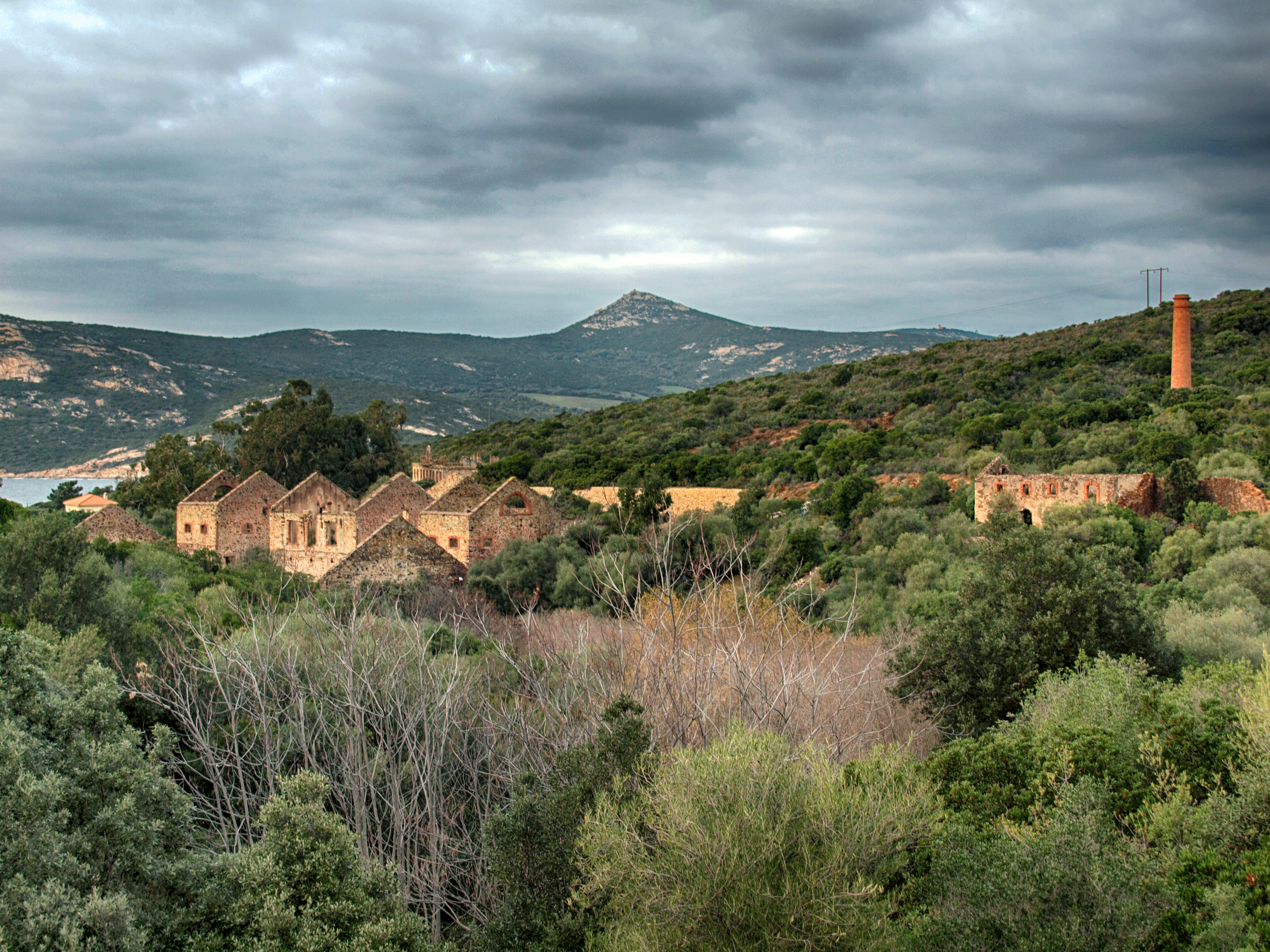
Site de l'Argentella.

C'est au début des années 1870, que pour les besoins d'une exploitation minières, les mines de plomb argentifère et de cuivre dites mines de l'Argentella, le barrage a été construit sur le cours du ruisseau de Chierchiu, au sud du site de l'exploitation minière. Il est la propriété de la commune de Calenzana.
Le 24 janvier 1964, la déchéance de la concession est prononcée et le site abandonné.
De nos jours le barrage alimente en eau brute les quelques maisons de résidents du secteur et survient aux besoins en eau du camping exploité en période estivale.

« L’ancienne mine de galène de l’Argentella connaît d’importants aménagements dans les années 1869-1873. C. Colas, directeur de la Société anonyme de l’Argentella, fait construire un barrage pour alimenter une usine de 2 500 mètres carrés, un bâtiment administratif, des logements, un téléphérique et un port »

## Accès
Depuis la route D81b, l' accès au lac s'effectue par deux pistes, une sur chaque rive du ruisseau.[Lequel ?]